# 11eyes -罪と罰と贖いの少女-
『11eyes -罪と罰と贖いの少女-』（イレブンアイズ つみとばつとあがないのしょうじょ）は、2008年4月25日に発売されたLassの第4作目のアダルトゲームソフト。美少女ゲームアワード2008では主題歌賞で金賞、BGM賞では銀賞を受賞している。
2009年8月より「月刊コンプエース」上で綾野なおとによる漫画版『11eyes -罪と罰と贖いの少女-』が連載されており、また同年10月からはテレビアニメ『11eyes』（副題なし）が放送された。

## 概要
Lass作品では初めてとなる、主人公のビジュアルが設定された作品となっている。主人公を1人のヒーローとして設定する作品が増えてきたため、そういった要望に答えるために本作では主人公にビジュアルを設定した形となっている。
同一時間における主人公以外の視点から物語を描く新システム「クロスビジョンモード」を採用しており、物語をより深く理解できるよう工夫されている。
キャラクター、世界観などの設定の一部が、同社の前々作であり、「Lassナンバーシリーズ」の一作目 『3days 〜満ちてゆく刻の彼方で〜』とリンクしている。
2009年4月2日、コンシューマ移植版として、5pb.よりXbox 360版『11eyes CrossOver』（イレブンアイズ クロスオーバー）が発売（レイティングはCERO:C）。また、2010年1月28日には同じく5pb.よりPlayStation Portable版『11eyes CrossOver』が発売（こちらのレイティングはCERO:B）。
また、2009年12月17日より禁断のギャルゲーより携帯電話アプリ版（キャラクター音声なし）も配信されている。
2010年6月21日にはファンディスクである『11eyes -Resona Forma-』（イレブンアイズ レソナ・フォルマ）の制作が発表され、公式サイトが仮オープンした。当初は2011年3月25日発売予定であったが、東北地方太平洋沖地震の影響により2011年4月15日に発売延期となった。
Xbox 360版発売日の前日である2009年4月1日には、Rosebleuの第1作であるアダルトゲーム『Stellar☆Theater』のキャラクター達と夢の共演を果たす対戦型格闘ゲーム『Lass VS. Rosebleu Ultimate Shooting Star Fighting 2009』がアーケード版では2009年春に稼動、コンシューマ版でPS3、Xbox 360で同年秋に発売予定であるという偽情報がエイプリルフールネタとして公開された（4月2日以降、表向きは開発中止ということにされている） 。
2025年4月25日、同人サークルめぶきそふとで『11eyes〜After〜-惜しみない愛を君に-』が発売された。扱いは同人ゲームソフトであるが、正式に版権元の許諾を得て制作した二次創作ゲームであり、かつてLassに所属し11eyes本編でシナリオライターを務めていたLEGIOん自らがシナリオライターを務めている。また、原画担当の森山しじみも、かつてLassに所属し後々の作品で原画を担当していたイラストレーターである。
キャッチコピーは、「そのアイ（眼/愛）が運命を変える」（PC版）、「これが新しい世界の魔術（リアル）」（コンシューマ移植版『CrossOver』）。

## ストーリー
本編「罪と罰と贖いの少女」
姉を失ってから怠惰な生活を過ごしていた主人公・皐月駆は幼馴染である水奈瀬ゆかと共に突如辺り一面が赤く染まった世界に引き込まれてしまう。
そして、同じくその世界に引き込まれた他の4人の少年少女と出会い、彼らの殲滅を目論む黒騎士たちの存在を知る。生き残るために、「赤い夜」を終わらせるために、そして守りたい「何か」を守るために命をかけた黒騎士たちとの戦いが始まる。
追加シナリオ「虚ろなる鏡界」
Xbox 360版、PSP版の追加シナリオ。本編と同時期に綾女ヶ丘で起こっていた事件を描いた外伝ストーリー。本編のキャラクターも一部、登場しており、本編ではサブキャラクター扱いであった百野栞、奈月香央里の2人が攻略ヒロインとしての登場となっている。
主人公・天見修は現在の科学技術と魔術を融合した「現代魔術師」であることを隠し、周囲とは距離を置いて日々を送っていた。そんな折、街では「ドッペルゲンガーを見たものは、行方不明になる」という噂が流れはじめる。そして、クラスメイトの照屋匡に奈月香央里がドッペルゲンガーに会った話を聞く。現代魔術師としての直感と不穏な気配を察した修は、密かに失踪事件の調査を開始する。
ある夜、違和感を覚え現場に行くとそこにはクラス委員長の紅野澪と修道服をまとった百野栞が戦っている場面に遭遇する。

## 登場人物
※担当声優は PC版 / Xbox 360・PSP・テレビアニメ版の順。

### 赤い夜に引き込まれた少年少女たち
突然、正体不明の現象「赤い夜」に引き込まれた少年少女たち。襲い来る闇精霊や黒騎士から逃げ戦い、赤い夜を生き抜くために仲間とともに立ち向かう。全員が異能者である。合言葉は「友と明日のために！」。
実は駆とゆか以外はそれぞれ異なる平行世界の人間で、本来は出会うこと自体がありえない存在だったが、虚無の欠片を持つことで赤い夜によってそれぞれの世界が重なったことで一堂に会することになる。それゆえ、それぞれの世界で異なる部分があるため、認識に矛盾が存在する。
皐月 駆（さつき かける）
声 - 中本伸輔 / 小野大輔、金田アキ（幼少期）
本作の主人公。虹陵館学園2年A組。
7月18日生まれ。身長179センチメートル、体重63キログラム。
5年前に姉が自殺してから怠惰な生活を送っている。趣味が学校の屋上での読書であるなど、人と付き合うことが少なく、自分から人を誘うということがないため、それをすると周囲に驚かれる。常に眼帯をしている右目は生まれつき虹彩異色症（ヘテロクロミア）であり、色が人と違い視力を失っている。後にそれは「劫（アイオン）の眼」であることが判明する。
両親に関する記憶を持っておらず、姉やゆかと共に施設「あやめ園」で育った。その後施設を出て姉と生活。姉を亡くしてからは水奈瀬家に引き取られた。現在は水奈瀬家の援助によって一人暮らしをしている。生活費の一部は喫茶「ツィベリアダ」でのバイトでやりくりしている。ゆかに対しては家族にも近い感情を持っており、自分も美鈴たちに守られている身でありながら、彼女を守ろうとする。物語中盤以降は剣術を身に着け、美鈴から雷切を借りて戦う機会が多くなる。
OVAでの「劫の眼」には服の透視能力が追加された。
彼は本来赤い夜にいるはずがない7人目。存在自体がイレギュラー。原因は、劫の眼がリーゼロッテの持つ魔石と起源が同じで、魔石の欠片を宿したゆかが結界に引きずり込まれた時に近くにいたため。黒騎士にとっても本来は攻撃の対象外であり、操からも「貴様を殺す意味は無い」と断言されている。
同一世界観の続編である『Liber_7』で草壁美鈴と結婚しており「草壁駆」となっている。Liber_7のSS企画『Liber_7 Fragments』で「美柚」という名の娘がいることが明らかになっている。
シナリオライターLEGIOんが世界観を設定している「神殺しのアリア」にて成長した草壁美柚が登場している。
水奈瀬 ゆか（みなせ ゆか）
声 - 安玖深音 / 後藤麻衣
6月21日生まれ。身長154センチメートル、体重46キログラム。スリーサイズはB88/W59/H89。
駆の幼馴染であり、同じく2年A組。旧姓は「鶴葉」。
泣き虫で子ども染みた性格をしており、ぺん蔵さんと名づけたペンギンの形をしたバックを愛用している（中身を取り出す時、奇声をあげる）。「うゆ」が口癖。
駆と共に施設「あやめ園」で育つが、後に水奈瀬家に養女として引き取られ、現在は養父日と母と三人暮らし。養父母の名前は水奈瀬信弘・千早。姉を失い抜け殻状態となっていた駆にあれこれ世話を焼いているが、その実彼女も駆に対して強すぎる想いを抱き、依存している傾向があり、いつも駆のことを最優先に考え、彼さえいれば他には何もいらないという危うい想いを内に秘めている。赤い夜に巻き込まれたのを切っ掛けに、他のヒロインたちとの交流や、ゆか達を守れる強さを求めて厳しい訓練を積み、駆が成長し変わっていく様子を間近で見ることで、駆との間に距離感を感じるようになる。次第に嫉妬心を伴う妄想を抱くようになり、遂には駆以外の人物の危機には無関心になるなど狂気を孕むほどになってしまう。アニメ版ではその傾向がより顕著になっており、その感情を周囲に隠そうともしなくなっている。
中盤で敵味方全ての特殊能力の発現を一時的に防ぐ「栄光の手（ハンズ・オブ・グローリー）」の力に目覚める。しかし、その能力の正体は全くの別物。その正体は、対象の想いや過去の記憶を表に引き出して見せる能力"幻燈結界"ファンタズマゴリア。周りが勘違いしたのは、初めは「能力を使えない」という幻覚を見せることしかできなかったから。赤い夜を形成する根幹となる力であり、真価を発揮すれば対象を幻燈結界に閉じ込めてしまうことができる。終盤、嫉妬心と独占欲を爆発させる形で真価を発揮し、駆を偽りの楽園に閉じ込めるが、駆の想いを受けて結界は砕かれ、同時に平行世界の中で唯一融合しなかったリーゼロッテの世界＝赤い夜の世界も融合してしまい、駆達以外の一般人にも赤い夜の光景が見えるようになってしまう。その後、真価を発揮した代償としてリーゼロッテに取り込まれてしまうが、結界は図らずも菊理の記憶を蘇らせていたため、デミウルゴスの力を発現させた菊理によって、最終決戦後の世界に復活する。
アニメ11話で彼女は死ぬ運命にあったのだが（実際に1度死んでいる）、その後、駆が持つ「劫の眼」の真の力によって、ことなきを得た。
OVAでは、男を女に変える能力に変化しており、駆と賢久を女に変えてしまった。
ファンディスクでは、彼女がドイツ人の父親と日本の母親の間に生まれたハーフであることが判明する。2人とも既に他界。養父母は友人（実父と養父）と遠い親戚（実母と養母）にあたる。
草壁 美鈴（くさかべ みすず）
声 - はるか / 浅川悠
9月23日生まれ。身長169センチメートル、体重50キログラム。スリーサイズはB83/W56/H81。
駆の1つ年上の先輩で、虹陵館学園の3年A組。
陰陽師の四大名門の1つである「草壁家」の血筋を引いており、陰陽師として洗練された戦闘技術を有している。草壁家の宝刀である5本の妖刀草壁五宝を全て実力で手にしたことをきっかけに草壁家の面子を潰してしまい、一族から追われることになる。その後は母親が名士である間宮家の人間であった縁で、綾女ヶ丘に所在する間宮家所有の来客用の屋敷に寝泊まりしている。
「赤い夜」に引き込まれたメンバーのリーダー格であり、皆をまとめる役柄を担っている。長い白手袋に隠された爪に、前述の妖刀を封印した韻が施してある。また式神を使役できる。生真面目すぎる性格であるため、近年の若者の傾向に疎いという短所を持つ。またクールビューティーな見た目とは裏腹に純粋な少女漫画を好む面も。ひょうきん者の賢久とは犬猿の仲。『馬鹿者』『〜したまえ』が口癖。
草壁操に憧れており、彼女を越えようと日々鍛錬をしていた。しかし敵として操本人と対峙した際に力の差を見せつけられ、心を折られながらも、井の中の蛙であった自分の無力さを見つめ直している。
OVAでは、刀の代わりにバイブレータが出せるようになった。
人気投票では1位と人気が高い。
同一世界観の続編である『Liber_7』で皐月駆と結婚している。Liber_7のSS企画『Liber_7 Fragments』で「美柚」という名の娘がいることが明らかになっている。
シナリオライターLEGIOんが世界観を設定している「神殺しのアリア」にて成長した草壁美柚が登場している。
橘 菊理（たちばな くくり）
声 - 松田理沙 / 力丸乃りこ
9月8日生まれ。身長159cm、体重48kg。スリーサイズはB91/W58/H88。
美鈴と同じ虹陵館学園の3年B組で、駆たちと出会う前に彼女と出会い、協力して赤い夜を生き抜いてきた。
駆の姉である皐月菊理と同じ名前であり、まったく同じ容姿をしている。失語症で言葉を話すことができないため、常にスケッチブックを持ち歩き筆談によってコミュニケーションをとる（ボイスは一部のパートにのみ存在する）。13歳以前の記憶を失っており、現在は小説家である橘大輔に引き取られ生活している。
アブラクサスと呼ばれる天使の形状をした守護天使を、自身の魂を触媒として具現化、操作する。アブラクサスは拷問器具で拘束された姿をしており、体に纏わりついた鎖を射出することにより、敵を拘束、攻撃する。またある程度の治癒能力も有する。
スケッチブックを持ち歩いているため、特技はスケッチ（本人談）だが実際には幼稚園児クラスの絵しか書けない（このスケッチブックのイラストおよび文章を担当したのは鳴海ゆう。）。
言葉を話せないため、感情表現は然程豊かな方ではない。だが妙に刺さる言葉を提示したり、たまにとんでもない爆弾を投下したりなど、性格には天然が入っている模様だが、割と図太い一面も。一方で芯は非常に強く、美鈴とは違った意味でメンバーの柱となっている。
彼女の正体は平行世界（駆が死んだ世界）の皐月 菊理本人で、記憶が無いのは自分で能力の大半と共に封じたため、彼女の能力の本来の力は"創造主"デミウルゴス。
封印していた間に蓄えられたその力は、右手は無から有を作り出し、左手は死者蘇生を可能にし命無き者に命を吹き込み、左目は他者の記憶からこの宇宙の始まりから現在までの過去を見ることが出来る。最後は駆の劫の目を取り込み、未来を見たり操作することが可能になり、神に近い存在となった。
最終決戦の直前にゆかが使った幻燈結界の力で記憶と力を取り戻し、その過去視の力でリーゼロッテの力の本質を知った。それ故、仲間を殺して虚無の欠片を消すことでリーゼロッテを弱体化して倒そうとするも、駆が劫の目の力を引き出してリーゼロッテを倒したため、その代わりに力の全てを使い世界を再生する。しかし、その力の強大さと引き換えに人として現世に存在することができなくなってしまった。それゆえ自分が存在したという記憶もデミウルゴスの力で消している。
すべてのルートをクリアすると（皐月）菊理ルートが解放され、菊理の視点で物語が始まる。菊理ルートをクリアすると「皐月菊理」と「アブラクサス」のクロスビジョンが解放される。このシナリオにて、デミウルゴスが意志を持ち菊理の幸せを願って菊理を人間として現世に送り出した。
ファンディスクで皐月 菊理が死んだ世界の駆とはDNA鑑定で完全に他人であると判定されている。また、草壁家の秘薬を飲んでもダウンせず、最終的には彩子との一対一に持ち込むなど、酒類に非常に強い一面も見せた。
『11eyes -Resona Forma-』では菊理、栞シナリオ以外には登場せず、栞シナリオでは最終決戦で駆に加勢し、駆達と共に復活するという別の展開になっている。
OVAでは会話が可能になったが、爆弾発言が多いので美鈴にしゃべるなと言われてしまった。が、スケッチブックでも卑猥な絵を描いたりするので結局変わらなかった。
広原 雪子（ひろはら ゆきこ）
声 - みる / 壱智村小真
3月21日生まれ。身長153cm、体重40kg。スリーサイズはB73/W52/H76。
虹陵館学園の1年C組。駆のアルバイト先である「ツィベリアダ」の新人アルバイト。
広原財閥・広原喜十郎の家系であるが、一族の掟により本家からは勘当されている。
明るく突拍子のない発言が多く、ムードメーカー的存在。正反対の性格であるため、美鈴も若干の苦手意識を持っている。
前々作のヒロイン広原月子を慕っており、彼女の言動を模倣している。その第一歩として、校内に「考現学部」を作ったが、部室はかなりマニアックなものが揃っている。会話にも既出のアニメ、漫画のセリフをさり気なく引用する。
上記の人格は仮の姿であり、本性は感情が欠落し機械的に動く戦闘マシーン。「ヘッケル」・「ジャッケル」と呼ぶ特注の大型ナイフ二本を武器とし、恐るべき身体能力と後述の能力を活かした高速格闘戦を得意とする。特殊な暗示のかかった眼鏡の着脱により人格を入れ換えている。素人目にも致命傷とわかるようなダメージを受けても容易く復活できるほど強力な自己再生能力を持っており、殺人機械のような戦闘スタイルに拍車をかけている。また、眼鏡を掛けている場合でも、気配を悟られずに美鈴に近づくほどの技術を持つ。
出身は東欧の小国「ドラスベニア連邦」で、日本人の父とドラスペニア人の母の間に生まれたハーフ。ドラスベニアでの名前は「ユーリシャ」（ドラスベニア語で雪の意味）。だが、連邦で起きた内乱で幼い時に両親を失い、家族の記憶はほとんどない。その後は子供兵として否応なく戦争の中に投げ込まれ、死ねない体ゆえに数え切れないほどの死ぬような怪我や痛みを味わい、多くの人間を殺し、多くの仲間を失ったという凄惨な過去を持つ。過去の経験とそこから生じた冷徹な殺人機械のような自分を「化け物」であるとし忌み嫌っていたが、それを知ってなお、ありのままの自分を受け入れ、純粋に接してくれる賢久（彼女がヒロインの場合は駆）に好意を抱くようになる。しかし、その好意が後に彼女を苦しめる。
OVAでの本性は、仮の人格とは違う意味でより過激な行動に出る人格となっており、美鈴に気絶させられた。
Liber_7のSS企画『Liber_7 Fragments』で卒業後は上京して叔母の睦子の探偵事務所で月子と共に助手をしていることが明らかになっている。
田島 賢久（たじま たかひさ）
声 - アンダルシア / 森久保祥太郎、田村睦心（子供時代）
2月15日生まれ。身長185cm、体重71kg。
虹陵館学園2年F組に所属する生徒だが、無断欠席や新綾女方面でよく喧嘩を起こすなどの不良児。駆と同学年だが、前述の理由から留年しているため、実年齢は20歳である。
常に煙草（銘柄はピース）を喫煙しており、それ以外の時は何かを食べている大食漢（本人曰く、能力の影響でカロリー消費量が高いからではないかと推測している。事実、能力が無くなった後は若干食べられる量が減っている）。ひょうきんで、匡と同様自分の性癖に正直なキャラクター。
自然発火能力であるパイロキネシスを持っている。初めて使用したのは、父親の暴力的な虐待から妹を守るためであり、その際父親を殺害している。その後ストリートチルドレンとして街を彷徨していた頃にレディース時代の彩子と出逢い、彼女の支えで現在に至る。そのため普段は煙たがりつつも彼女に母親のような愛情と感謝の念を持っていたが、そのことが後の悲劇の引き金となる。
アニメ版では性格が異なり、他の5人と協調せずに単独でいることを好む。OVAでは炎の代わりに水が出せるようになった。
『11eyes -Resona Forma-』では妹の恵麻に対して過保護で、駆が下の名前で呼ぶだけでも過剰に反応する。匡に至っては近づくだけで殴りかかる。
Liber_7のSS企画『Liber_7 Fragments』で卒業後は綾女ヶ丘市のバイク屋に就職したことが明らかになっている。ツィベリアダにも相変わらずよく顔を出してごはん物を大量注文しているらしい。

### 黒騎士
「赤い夜」に出現した闇精霊より高密度な存在感を持つ敵。闇精霊と違い理性を持ち、感情など人間味があるだけでなく、その力もはるかに強大。駆たちを「虚無の欠片」と呼び、彼らの殲滅を目的とし襲い掛かってくる。個々の名称はラテン語での「七つの大罪」に由来しているが、「色欲」を司る者はいない。その正体はとある機関所属の使徒。真の名を口にすることは彼らにとっては自身の真の力を解放すると共に滅びを意味する。
PC版の主題歌のコーラス部分では、彼らの名前を歌い上げている。また、公式サイトでは随時彼らの詳細を「登場人物」の項目に掲載していくと語っているが、未だに書かれていない。なおインヴィディア、スペルビア以外の黒騎士の声優はPC版、Xbox 360版ともに左の役者である。
アニメ公式サイトでは、本作でクリーチャーデザインを手掛けたぞうあざらしによる裏話「黒騎士のほのぼのアニメ感想漫画（以下、「ほのぼの」と表記）」が連載されている。これはギャグ路線のため、キャラの設定は大きく変更されている。
アワリティア
声 - 見雷栄豪 / 上田燿司
「強欲」の名を持つ。黒騎士のリーダー格。最初に姿を現した黒騎士で、「黒騎士」という名称は彼のイメージから駆たちが名付けた。
正体は聖省十四聖の一人虹のゲオルギウス。戦闘にはほとんど加わらず、リーゼロッテの封印の維持と監視を務めている。封印を維持できなくなった最終局面ではかつて自身が葬った魔竜「クロウ・クルワッハ」の呪いによって巨大な黒竜となり、栞、菊理と激戦を繰り広げる。「万魔図書館」を開放した栞を「契約の虹」で追い詰めるも、デミウルゴスの力で作り上げた大水晶に「契約の虹」を弾かれ、「ウルティマ・ラティオ」によって滅びた。
「ほのぼの」では、本作の威圧感とは対照的に、存在を忘れられて話が進み、最後のコマで心境を語る（つまり、オチ担当）。語尾が「〜であーる」となっている。
イラ
声 - マーガリン天狗 / 藤原祐規
「憤怒」の名を持つ。黒騎士の中では最も人間に近い体型をしており、筋肉質を思わせる外見。見た目通り、徒手空拳による武術戦闘に長ける。特に瞬発力に優れており、相手の懐に瞬時に潜り込む。
正体は聖骨のセバスティアヌス。原作では2番目に戦う事になり、主に美鈴と激戦を繰り広げる。一度目は駆の「劫の目」の力で雷切によって右目を貫かれて撤退。二度目の戦闘では美鈴に深手を負わせるも、ゆかの「幻燈結界」によって力を拡散され、妖力をフル解放した「小烏丸天国」によって滅びた。
「ほのぼの」ではスペルビアを「姐さん」と慕い、彼女に劣らないギャグを繰り出す。
インウィディア
声 - 松田理沙 / 力丸乃りこ
「嫉妬」の名を持つ。頭部から翼竜の如き羽が生えた、妖艶な美女の姿をしている。鞭のようにしなる蛇剣「龍骸の剣」を武器に、中距離戦を得意とする。
正体は龍骸のイレーネ。原作では3番目に戦うことになり、主に雪子と激戦を繰り広げる。一度目の戦いではイラとの連携でフルメンバーの考現学部を追い詰めるが、イラが深手を負わされたことで撤退。二度目の戦いでは狭い学園内に誘い込まれたことで自身の力を発揮させられず、賢久の念発火で瀕死の深手を負わされ撤退。ランドマークタワーに帰還後、アワリティアの真名を口走りそうになりスペルビア（草壁操）の逆鱗に触れてしまった為、自爆用の呪印を施されてしまう。その呪印で操作され駆たちに特攻させられそうになるが、ゆかの「幻燈結界（ファンタズマゴリア）」によって術が解かれ、雪子のナイフに自らかかって滅びた。
「ほのぼの」ではツンデレキャラとなっており、メンバーの奇抜な言動にツッコミを入れている。
アケディア
声 - 魚周焼 / 成家義哉
「怠惰」の名を持つ。唯一、完全な人型をしていない黒騎士で、巻物のようなものを傍らに吊るしている。頭部が二つ存在し上が妹、下が兄である。優秀な術師でもあり、初登場時は美鈴の陰陽術を防いだ。
イラ、インウィディア、アケディアの3人は遠、近、中それぞれに特化した戦法を持ち、3人が三位一体で戦うことで最強を誇るとされる。
正体は書架のベネディクトゥスと書架のスコラスティカ。原作では4番目に戦うことになる。フルメンバーの考現学部相手にし、同時展開できる魔術が2つであることを見破られたことで、真の力を解放。圧倒的な魔力で追い詰めるが、美鈴の「鬼牙絶刀」で妹をやられ魔力が半減する。直後撤退するも途中で栞と遭遇し戦闘を仕掛けるも、栞に魔術で反撃され一撃で滅ぼされた。
「ほのぼの」では頭脳派という立ち位置で意見を言うが、支離滅裂となる場合がある。
グラ
声 - 黒岩圭亮 / 丹沢晃之
「暴食」の名を持つ。黒騎士随一の巨体で、その外見に見合う怪力を持つ。武器は「鉄塊」とも表現されるほどの巨大な「クリストフォロの戦鎚」。
ゲーム版では騎士道精神を重んじた潔い性格であったが、アニメではオネエ言葉のような高慢なしゃべり方をする。
正体は戦鎚のサムソン。原作では最初に戦うことになる。美鈴、菊理、雪子の3人を相手に真の力を解放して戦うが、雪子の連続攻撃と菊理の鎖による拘束、そして美鈴の「火車切」による三連閃によって滅びた。
「ほのぼの」では、原作、アニメともども最初に退場する黒騎士であることから、その事がネタにされる。
スペルビア
声 - 海原エレナ / 氷青
「傲慢」の名を持つ。女性のような容姿をしている。2本の刀を用いた剣術だけでなく陰陽術にも精通している。アワリティア曰く「同胞にして、同胞ならざる者」であり、別の意味で謎の多い敵。黒騎士の中でも強大な戦闘力を持ち、アワリティアの右腕的存在として絶対の信頼を得、自身も彼に恋心と混じった忠誠心を持っている。唯一黒騎士で「クロスビジョン」が存在する。
その正体は美鈴の憧れであった草壁操である。その力は他の黒騎士とは桁違いで、美鈴との最初の戦いでは「火車切」と「鉋切」を打ち砕いて美鈴の心を完膚なきまでに砕いた。最終決戦では再び立ち上がり「真打・童子切安綱」の力を完全解放した美鈴と激戦を繰り広げる。童子切を解放してもなお美鈴を圧倒しており鬼牙絶刀でさえも天剣草壁によりカウンターを浴びせ美鈴に深手を負わせた。しかし美鈴の分析により、操自身が緊急回避に必ず蜘蛛切を使う癖を見切られ、ダメージを蓄積された蜘蛛切を折られて敗北。美鈴に心臓を貫かれ消滅した。
アニメでは、最初に駆たちと遭遇した黒騎士は彼女となっている。終盤では様々な策略を通して駆たちを分散させるが、彼らの「未来を掴もうとする意思」を目にして改心。本来倒すべきだった本当の敵をアワリティアとともに駆らと協力して撃破した後、未来の可能性を教えてくれたことに礼を言いながら、皆を元の世界に送り返した。
「ほのぼの」では下ネタ、傲慢さ全快に暴走するギャグキャラクターとなっており、彼女を中心に作品が進んでいく。

### サブキャラクター
百野 栞（ももの しおり）
声 - 井村屋ほのか / 萩原えみこ
10月21日生まれ。身長143cm、体重35kg。スリーサイズはB67/W50/H70。
イタリアからの帰国子女で駆のクラスに転入してくる。
日本語が達者であり、大学生レベルの学力を有している。読書家で、休み時間のほとんどを図書室で過ごしている。「Index Librorum Prohibitorum」という本を持ち歩いている。冷静で口数が少なく、他者との交流や干渉を嫌い、孤立しようとしている。しかし、何かと世話を焼いてくる香央里や匡と触れ合ううちに心境に変化が現れ始める。基本的には大人びた口調だが、匡と話す時だけは言葉遣いが悪くなり、罵詈雑言を浴びせる。下着を穿かず、その代わりに陰部にとんでもないものを付けており、（不可抗力で見てしまった）駆を驚愕させた。これは後述の義体「フランシーヌ」の構成に使われている特殊な素材の為に普通の下着が付けられない為。
正体は「禁書目録聖省」から綾女ヶ丘の監視役として派遣された、書架のウルスラ。
コミックマーケット73にて販売された紙袋の絵より、「ケフィア」の愛称でスタッフ・ユーザーから親しまれている。
実は彼女が6人目で赤い夜の結界の中に出入りできる人物、彼女の家系は一族にかかっている魔道書の呪いで必ず生まれつき眼球が無い奇病を患うが、彼女の場合は特に酷く、指一本動かせない状態で生まれたため、脳と脊髄以外は全て魔術で動く人形「フランシーヌ」に置き換えられている。その魔道書の数は書架のベネディクトゥス600冊を遥かに超えた5000冊。これを完全解放する万魔図書館"ビブリオティカ・パンマギカ"は封印がかけられており、普段持っている本はこの魔書の目録で、この目録で魔書の力を限定的に使用する。彼女の義体を作ったソフィア・ミーズリーの悪戯で、封印を解くには男性との交わりが必要になる。虚無の欠片を持つ者の中では間違いなく最強であり、草壁操さえも容易には倒せない相手として最も警戒されている。
アニメでは欠片の力で並行世界を跳躍できる設定が加えられた。
また、彼女の魔石の欠片が、リーゼロッテを倒すための鍵の1つとなった。
「虚ろなる鏡界」、『11eyes -Resona Forma-』では攻略キャラクターの1人となる。特に-Resona Forma-ではヒロインでありながら終盤まで栞視点でストーリーが進む為、実質的に主人公も兼ねている。
ヴェラード
声 - 上別府仁資 / 同左
中世ヨーロッパ時代、東欧に存在した「ドラスベニア王国」の王。右目は駆と同じく金色のオッドアイである。常勝無敗だが、敵を容赦無く処刑する残忍な王として語り継がれている。別名「金眼の魔王」。駆より以前の「劫の眼」の所有者。しかし、その残虐性から味方からも警戒され、最後は副官の裏切りによって敵中に孤立して首を取られた。
「赤い夜」の起きた日の駆の夢に度々出現し、駆に対して様々な問い掛けをしてくる。
『11eyes -Resona Forma-』では最後の瞬間、劫の眼の力で1209年のベゼルスへ飛び、リゼットと出会い、襲われていた所を助ける。その後、ベゼルスへ攻め込んできた十字軍を劫の眼の記憶より引き出した術によってたった一人で退け、さらにベゼルスの難民を追撃していた十字軍を劫の眼に宿る王の軍勢を召喚して壊滅。リゼットが平和に生きのびるという世界を生み出し、劫の眼の力を引き出した代償に息絶えた。
リゼット・ヴェルトール
声 - RINA / 新名彩乃
「赤い夜」の中心地で水晶に閉じ込められている、白いゴスロリ姿の少女。
黒騎士に怯えた態度を示しているが全てが謎につつまれている。また、駆たちにテレパシーで会話することもできる。
その正体は、「契約の虹」の効力によって「虚無の魔石」が7つにされたことにより、弱体化したリーゼロッテ本人。
『11eyes -Resona Forma-』では、劫の眼の力で1209年のベゼルスに現れたヴェラードの奮闘により十字軍が壊滅。「虚無の魔石」を得ることなく、カタリの語り手として平和に暮らすifの展開が描かれた。
奈月 香央里（なつき かおり）
声 - 温森はるみ / 水橋かおり
1月11日生まれ。身長159cm、体重50kg。スリーサイズはB85/W60/H86。
主人公のクラスメイトで匡の家の隣に住む幼馴染。
元気で物事をはっきりと言う性格で匡に対するツッコミ役を担っている。匡と共に極度のお節介焼きであり、栞の面倒をみたりしている。
ゲームマニアであり、特にアーケードゲームの「A：A（オルカナムアニムス）」の実力はプロ級。
「虚ろなる鏡境」ではドッペルゲンガーを目撃し、攻略キャラの1人となる。『11eyes -Resona Forma-』の栞シナリオでは匡の本音に対して「好きな人がいる」と返している。「虚ろなる鏡境」で修のことを早々に気にかけていたが、これはなかったことになっているようで、後に嘘であったことを明かしている。
照屋 匡（てるや ただし）
声 - 舞蹴応援 / 根本幸多
10月17日生まれ。身長175cm、体重60kg。
主人公のクラスメイトで親友。
直情的で自身の性癖を隠そうとしない性格。賢久には劣るが、自他共に認める大食い。
下ネタ発言が多く、香央里に突っ込まれる（または栞に罵詈雑言を浴びせられる）のがお決まりのパターンとなっている。
他作品のパロディ発言が特に多いキャラクターとなっている。
『11eyes -Resona Forma-』の栞シナリオでは香央里に対してつい本音を漏らしてしまっていたことが明らかになるが、照れ隠しなのか冗談で済ませてしまい、結局元の関係に落ち着いている。
赤嶺 彩子（あかみね さいこ）
声 - AYAKO / たかはし智秋
虹陵館学園の保険医。保健室を私物で埋め好き勝手に使用しており、校内で煙草を吸うなど、素行はあまりよくない。臭いで童貞、処女を感知でき、人の嘘を「煙草の煙を吸うと鼻に血管が浮き出るという嘘」で見抜くほど頭が切れる。
元暴走族「紅天女」（クリムゾン）のヘッドであり、相手に睨みを利かせるなどの行動をたまに起こす。その睨みはなぜか「!?」の文字が浮かび、ゆかが号泣するほど怖い。また「ツィベリアダ」では以前の喫茶店（セイレーン）の頃からの常連。私立探偵である雪子の叔母、広原睦子とは旧知で険悪な仲である。
実は菊理の親友で、生前に彼女から編み物を教えられたらしい。そのため、橘菊理（並行世界の皐月菊理）を紹介された時には珍しく動揺していた。
田島 恵麻（たじま えま）
声 - 小池こころ / なし
12月13日生まれ。身長153cm、体重43kg。スリーサイズはB78/W55/H79。
『11eyes -Resona Forma-』では虹陵館学園1年。賢久の妹である（本編では翌年の入学を目指して受験勉強中。15歳）。
幼少時に実家が火災に遭い、賢久と共に保護された。児童養護施設の『あやめ園』で育ち、学園にもあやめ園から通学している。
温厚で明るい性格でしっかりしているが、空回りしてしまうところがある。
本編で名前のみ登場するが、『11eyes -Resona Forma-』で正式に登場した。
黒田 隆弘（くろだ たかひろ）
声 - 松山タカシ
喫茶「ツィベリアダ」のマスター。51歳。年齢から想像できないほど、かなり年下の妻（24歳）がおり、彼女の妊娠を機に駆をアルバイトに雇った。その経緯から分かるとおり、自他共に認めるほど年下好きであり、そのことを蔑まれても「最高の褒め言葉だ!」と言い返すほどである。彼は前作の主人公と同姓同名である（※注：名前の漢字は異なる。前作は「孝」弘）。ただし、その作品と同一人物であるならば、3作でリンクしていることになるが、キャラクター同士の年齢に誤差がある。なお、キャラクターの立ち絵は存在せず、アニメでも存在することが示唆されているものの、登場していない。妻の奈々子は『11eyes -Resona Forma-』で菊理シナリオラストのCGで登場している。
ゆか、菊理、美鈴のためにツィベリアダのウェイトレスの制服を追加注文した際、あまりにもピッタリ（ヒロインたちはマスターにスリーサイズを教えていない）だったことがあり女性のスリーサイズを目測で正確に測れる能力（下着で補正できることを考慮に入れて）があることを暴露した。
その変態的な性格のため、駆を含め女性陣からは呆れられているものの、時折見せる「大人」としての姿には彼女らも素直に敬意を持っている。
皐月 菊理（さつき くくり）
駆の姉。「あやめ園」で育ち、同じ施設出身のゆかのお姉さん的存在であった。施設を出て、駆とともに生活をしていたが、5年前、リストカットで自殺している。享年22前後。
容姿は橘菊理と瓜二つ。橘菊理と同じくデミウルゴスの力を持っており、じょじょに強くなっていくその力の強大さを恐れて自殺を図った。
アニメでは事実を栞から教えられ「劫の眼」を持つ駆を殺し、その後自殺を図っていたはずだった。
草壁 遼一（くさかべ りょういち）
戦前、草壁宗家の長男として生まれ、歴代の中でも屈指の天才であったが、西洋魔術の研究も行ったために外法使いとして14歳で破門され、草壁一族より追放される。そのため、草壁の長兄である遼一の血に継承された百を数える鬼の力（草壁一族が調伏し封印した人外の存在の力）は途絶えている。
破門後、草壁の里からほとんどの外法は失われたが、幾ばくか残っていて、美鈴が草壁五宝を召喚する爪の呪印も遼一の研究成果である。
また、現在魔術の創始者・天見完爾と交流があり、遼一の研究していた東洋呪術と西洋魔術の統合が現在魔術の発想のベースになっている。
前々作の3daysにて、登場している。
草壁 操（くさかべ みさお）
声 - 海原エレナ / 氷青
70年ほど前の、草壁一族の歴史上最強の女陰陽師。草壁流の二刀兵法を極め、「忌剣」のすべてを習得した天才女剣士。有能な術師だったが、草壁遼一と同じく一族の禁忌であるほかの術系統（西洋魔術）にまで手を出した為、破門になった。美鈴の憧れであり、目標である。
世界中を旅しながら独自に術を学び、強化させていった。大戦前にバチカンへ行き、禁書目録聖省と関わりを持つようになった。大戦時に討伐隊と共に日本へと案内役として戻ることになった。
ミシェル・マキシミリアン
正体不明の魔術師。登場時の容姿もハッキリしておらず、褐色の肌に黒髪ロングという情報のみ。リーゼロッテに「翠玉碑の欠片」を埋め込んだ張本人である。彼曰く、人の世の始まりから、世界が焼け落ちるその日まで、闇の種を蒔き続ける者。リーゼロッテに出会った時点での推定年齢はおおよそ1200歳。かつては賢者であったらしい。口癖は「アレルヤ」
広原 睦子
何度か本編に名前のみ出てくるが立ち絵は存在しない。
雪子の叔母で現在は東京で探偵事務所を開いている。学生時代は彩子と同級生で、彩子曰く天敵。
虹陵館学園の図書室の根本を変えた「図書室の魔女」本人。彼女が虹陵館学園の図書室の学術書や漫画を取り入れるなどした。

### Xbox 360版、PSP版追加キャラクター
天見 修（あまみ しゅう）
Xbox 360版、PSP版オリジナルシナリオ「虚ろなる鏡界」での主人公。
虹陵館学園の2年A組。現在の科学技術と魔術を融合した「現代魔術師」であることを隠し、周囲とは距離を置いて日々を送っている。
現在魔術の創始者・天見完爾を祖父に持ち、その才能は優秀であり、自分なりのオリジナリティを術式に組み込んでいる。かけている眼鏡は伊達。眼鏡の下には邪眼効果のあるコンタクトを付けており眼鏡で効果を相殺している。魔術とは別に天見完爾が独自に各格闘技の優れた部分（気を用いるなど）から作り上げた「天見流格闘術」の継承者でもある。
魔術を使用するときは携帯電話を用いサーバーを駆使し魔道書代わりに使用する。発動キーは「Briah Access（ブリアー・アクセス） Yetzirah Code（イェツィラー・コード）」。
紅野 澪（こうの みお）
声 - なし / 加藤英美里
クラス委員を務める才女。影で努力をする秀才で既存魔術を習得していく魔術師でもある。修が祖父から魔術の教育を受けた為か、修に対抗意識を持っている（自分は脳科学者である父が修の祖父の弟子になり、その父から教えを受けた）。その一方、彼と違い、実力が既知の魔術の域を出ていないことにコンプレックスを抱いている。
親友の汐音が修に想いを寄せていることを知っており、その恋路を応援している。
吾妻 汐音（あづま しおね）
声 - なし / 中原麻衣
修のクラスメイトで澪とは無二の親友。修に密かな恋心を抱いて告白するが、極度の引っ込み思案のため失敗に終わる。幼女体型であり、賢久曰くお持ち帰り〜したい可愛さである。
医者を多く輩出してきた家系の生まれで両親からも将来は医者になることを望まれているが、汐音自身の将来の夢は花屋である。
前々作のヒロイン吾妻梨花と苗字が同じことから親類関係だと推定される。作中では「梨花お姉ちゃん」と呼んでいる。
黒芝 かなえ（くろしば かなえ）
声 - なし / 田中理恵
ミステリアスで近寄りがたい雰囲気を持つ黒髪の美少女。賢久と同じクラスで本をこよなく愛する図書委員である。冷静沈着だが言葉自体は攻撃的。自称「図書室の魔女」。魔女と呼ばれるほど妖艶で同級生とは思えないほど大人びており、虹陵館学園で知らないことはない。それに加え、広い知識を持っており物知りでもある。
「トゥーレ」の1人、黒羊歯鼎（くろしだ かなえ）と同一人物であることが11eyes CrossOver ビジュアル・ガイドブックで明かされている。
ガラテイア
顔の無い白いマリオネットの外見をした魔術人形。本体は胸部に収納されている小さな人型生命体（ホムンクルス）。巷でドッペルゲンガーと噂されるものの正体だが、その目的は不明。

### 教皇庁・禁書目録聖省「インデックス」
魔術呪術を志すものなら誰でも知っていると言われている、世界最大の魔術機関。ヴァチカンを本拠地とし、その地下の図書館に異端、危険と判断された魔術を禁書として封印し続けている。表向きでは壊滅したと言われているが、その存在は現在でも維持され続けていた。その力が動くと、国家1つ消滅できるとまで言われているが、政治的な影響を受けやすい為、戦時中などは思うように動けないことも。禁書目録聖省の使徒は本名を持たず、その者を象徴とする言葉と偉大なる聖人の名前を繋げて、聖名としこれを名乗る。その中で「聖省十四救難聖人（通称：聖省十四聖）」の幹部連は強大な力を持っているが、現在はそのうち2名が空位。その上に、教皇「穴倉のヨハンナ」と禁書図書館の館長「聖筆のヒエロニムス」がいる。
穴倉のヨハンナ
教皇。ヨハンナの神名碑の所持者。
書架のウルスラ
高位の魔術師で五千の魔書を所持しており、聖省十四聖の候補に数えられるほどの実力者。一族の呪いにより、脆弱な肉体で生まれたため、脳と脊髄を除く全てを「フランシーヌ」という義体に取り替えている。元々の任務は綾女ヶ丘からの監視任務中に連絡の途絶えた「銀十時のアガタ」の後任。現在の任務は逆徒の抹殺。由来となった聖人は女性教育の聖人聖ウルスラ。
綾女ヶ丘の監視と状況報告のため、綾女ヶ丘に来るが、直後赤い夜に巻き込まれる。ヴァチカンの地下図書館で幼少時代を過ごしてきたため、魔術の知識に長けるものの、人と交流する能力は皆無。そのため当初は「たとえ任務が失敗して最悪の事態になろうとも運命として受け入れる」という冷徹さを持っていた。しかし、仮初とはいえ自分の周囲に大切な存在ができていたことを知り、人間としての心が芽生え、彼らを守ろうとより積極的に任務を遂行する。
不朽のディオニシウス
かつての聖省十四聖の1人。生前の彼は魔術結社トゥーレのコルヴァスメルクリウスと互角に渡り合う実力を持っている。
忠誠心を持って聖省の為に身を粉にして働いていたのだが、聖省の敵対する異教徒の女性と恋に落ちてしまいその罪状により処刑される。
しかし本人の魂が強かった為、処刑に使われた鎌に意志が宿ることとなる。元来は魔術師であった訳もあり、鎌を所有する者の魔力を帯びて強力な武具となる。
また、鎌といえど喋る・見る・魔力を感知する等のことも出来る。後の「迷える２人とセカイのすべて」に登場する人物「水乃宮奈々」とパートナー関係を結んでいる。
ソフィア・ミーズリー
禁書目録聖省の魔術師。人格破綻者。魔具の改造・改良に関しては禁書目録聖省随一。
以前はトゥーレに所属していた模様。

#### 討伐部隊
1945年、魔女リーゼロッテ討伐のために派遣された6人の使徒。激戦の末リーゼロッテの封印には成功したものの、その代償は大きく全員が殉職してしまった。その後草壁操の禁術の施しを受け蘇生、闇精霊に受肉し黒騎士となり、リーゼロッテの復活を阻止するその日まで深い眠りについた。なお表向きでは消息不明になったことから、勅命の反故及び逃亡したとして、反逆の徒として記録されている。
本編では中盤で黒騎士の正体として名前が語られた程度であったが、ファンディスクで本作に入る以前のエピソードが描かれ、立ち絵CGが追加された。
虹のゲオルギウス
アワリティアの生前の姿で討伐部隊のリーダー。聖省十四聖の一人で実力は「女教皇ヨハンナ」に次ぐ。傭兵の守護対象。頭髪と髭が一体化し、獅子のような印象を持つ巨漢。魔力増幅のため、脳など重要器官以外の肉体を魔導義体にしている。
禁術「契約の虹」を使い、リーゼロッテを7つの並行世界に分割し、弱体化させた。由来となった聖人は、布教活動と共に武力にも長けた竜退治の英雄ゲオルギウス。
聖骨のセバスティアヌス
イラの生前の姿。「破邪の力を持つ」と言われる拳での徒手格闘を得意とする。また本人も勇猛果敢な性格であり、強さ以外には興味を示さない。ただし戦いを通じて心を通わせたイレーネには異性としての関係を築いている。
由来となった聖人は、矢を幾ら体に受けても死ななかったとされるセバスティアヌス。
龍骸のイレーネ
インヴィディアの生前の姿。長髪の女性。嘗ては禁書目録と対立する立場であったが、敗北し傘下に入る。その際、自分の全てを受け止めてくれたセバスティアヌスに思いを馳せるようになる。
由来となった聖人は上記のセバスティアヌスの逸話に登場する女性イレーネ。
書架のベネディクトゥス
アケディアの生前の姿の片割れ。青いローブを纏った青年の姿をしている。魔術に特化しているためか、ゲオルギウスと同じく、肉体を魔導義体に変えている。
由来となった聖人は、後のローマ教皇たちの名前にも使用されているヌルシアのベネディクトゥス。
書架のスコラスティカ
アケディアの生前の姿の片割れ。ピンクのロリータファッションをした少女だが、これはあくまでビジョンであり、肉体は存在しない。兄とともに戦術魔導義体ワステュルジュという巨大兵器を操ることができる。
戦槌のサムソン
グラの生前の姿。討伐部隊の一人にしてゲオルギウスの親友。褐色肌をした壮年の大男。十四聖の一人「鉄腕のクリストフォロ」から授けられた戦槌を自在に扱うことから、この聖名が付けられた。
由来となった聖人は、3つの誓いを破らない限り無類の強さを誇っていたサムソン。

### 魔術結社「トゥーレ」
ヒトラーをはじめとした神秘主義の政治家たちによって設立された「トゥーレ協会」を前身とした七人の魔術師による秘密結社であり、第二次世界大戦当時唯一禁書目録聖省に対抗し得る力を持っていた。建前上、七人に上下関係はないが、リーゼロッテが一番発言力がある。メンバーは地球規模クラスの大魔術師（グランドマスター）である強大な魔術師達だが、利害によって集まった集団であり仲間意識が薄く、組織力も高いとは言えない。そのため、第三帝国の公的魔術機関である祖国遺産協会（ドイチェス・アーネンエルベ）を傘下に治めることで欠けていた組織力を補っていた。第二次大戦後、四名の除籍が確認されたが現在でも水面下で活動している模様。
リーゼロッテ・ヴェルクマイスター
声 - RINA / 新名彩乃
「色欲」（ベギール）の名を持つ。
エメラルド・タブレット「虚無の魔石」の所有者にして、不老不死であり欧州最強最古の魔女。人間であった頃、死にかけの状態であったのを魔術師ミシェルマキシミリアンに発見・保護され、この時に虚無の魔石を体内に埋め込まれて強大な魔力と不老不死の身体を手に入れることになる。かつて禁書目録聖省と勢力を二分した魔術結社「トゥーレ」を作り上げた人物であり、禁書目録聖省にとって他の全てより優先すべき最大の敵。仲間達からは「リズ」という愛称で呼ばれている。下記のヴァルターは将来性を見込んだ彼女の推薦によりあっさりとトゥーレに加わる事が叶うなど最大の発言権を持っており、他のメンバーからは首領として扱われていた。過去『アイナス・レーベンハイト』に口説かれていたが、それに応じることは無かった。
本名はリゼット・ヴェルトールであり、不老不死となった自身を殺す術を求めて魔術研究者「ヴェルクマイスター」に師事し、師から呼ばれていたイギリス名の「リーゼロッテ」と師の名前を継承して「リーゼロッテ・ヴェルクマイスター」を名乗るようになった。
1421年には自身に埋め込まれた虚無の魔石と起源を同じくする「劫の目」を求めてドラスベニア王国に赴き、ヴェラードの下に着く。最初は隙を見て奪い取るつもりだったが、彼の最終目的である人類抹殺の理念に共感して逆にヴェラードを愛してしまうもヴェラードは道半ばに死亡してしまった為、彼の理念を引き継ぐ事を決意。
その思想の下、1945年に大規模な魔術「奈落堕とし（ケェス・ピュトス）」を行使するために日本へ向かうも、虹のゲオルギウスの「契約の虹」によって虚無の魔石を七つの平行世界に分断されたうえで大水晶の中に封印され、そのまま戻ることがなかったためトゥーレからは除籍されていた。
それでも死亡することは無かったが、リーゼロッテとしての記憶を失い、リゼット・ヴェルトールに戻っていた。しかし、6つ目の欠片を持つ百野栞が新綾女に来た時点で欠片を持つ人間たちの世界が重なり、「奈落堕とし」が再び発動。雪子の欠片を取り込んだ事でリーゼロッテとしての本性を現した。最終決戦前、「劫の目」に宿るヴェラードの記憶から駆が説得するも世界の理不尽さへの恨みは深く、もはや是非もなしとして決戦になだれ込む。
暗黒魔術を得意とし、「姦淫（ルクスリア）の魔女」、「バビロンの魔女」、「バビロンの大淫婦」、「炎の魔女」と畏怖された。その中でも最も恐ろしい魔術が幻燈結界。記憶や恐怖といった深層意識に働きかけて幻覚を見せる魔術で、精鋭を誇った禁書目録聖省の討伐部隊もこの魔術の前に為すすべなく敗れ去った。
得意技は幻燈結界（ファンタズマゴリア）、始原の焔（オムニウム・プリンキピア）。再生能力によって致命傷すらものともせず、また格闘戦でも相当な実力者である。皐月駆が劫の眼の力を１００％発揮し、那由多の果ての可能性から虚無の魔石の破壊という可能性を引き出した事で虚無の魔石による再生能力を敗られて死亡する。
ヴァルター・ディートリヒ

「傲慢」（ホッファート）の名を持つ。
暗黒魔術を得意とする若き天才魔術師で、老練な魔術師ですら難しい術式を軽々と使いこなす程の実力者。前々作の3daysにて登場している。
トゥーレでは実力と年齢でも末席に位置する人物だが、現状に満足しない野心家。癲狂院に所属する草壁遼一に対して双方の立場の差を理解させつつも「魔術的能力は俺と同等、故に俺はお前を有能だと認めている」と激励し自らの配下として誘い入れようとするが本人に断られて対立した。
1945年には敵対組織である禁書目録聖省・禁書図書館から「冥王の鍵」、典礼秘跡聖省・聖遺物管理局から「ヘレナの聖釘」を強奪し、日本の霊能局東京本部から「翠玉碑の欠片」を盗み出す。これらの力を持って他のトゥーレメンバーを出し抜いての自らが主導する魔導帝国建国を目指すが、草壁遼一らの手で阻まれ失敗に終わり、肉体を喪失した。
その後もヴァルターの精神は動物や他の人間の精神に寄生しながら現代まで生き延びて、現代の綾篠市にて「3days 〜満ちてゆく刻の彼方で〜」本編の事件を引き起こす。トゥーレ側では公式に綾篠市での戦死が確認されている状況だったため、除名。ヴァルターの生存は全く把握していなかった。
彼の魔術的才能を評価したリーゼロッテの推薦により、アーネンエルベからトゥーレに成り上がった人物で、リーゼロッテからは「傲慢（ホッファート）の坊や」と呼ばれている。コルヴァス・メリクリウスからも実力を高く評価されていた模様で、彼の独白ではリーゼロッテと共に簡単に殺せるような人物ではないと評されている。
ソフィア・ミーズリー
「嫉妬」（ナイド）の名を持つ。
『11eyes -Resona Forma-』にて登場。
魔具の発明と改造においては彼女の右に出るものはいないと謳われる魔術師。自身の発明にしか興味を持たない人物で、トゥーレに所属していたのも自らの創作活動を支えてくれる資金力と規模を持った組織を欲していたためであり、トゥーレに対する帰属意識を一切持っていなかった。ナチス・ドイツ崩壊後にトゥーレを脱退し、現在は宿敵だったはずの禁書目録聖省に誘われる形で所属する。栞曰くは人格破綻者だが、陰湿な印象は無く、面倒見の良い一面も併せ持つ。
栞の義体「フランシーヌ」を作成した（聖省の義体技術を基に完成させた）人物。
傳満州（フー・マンチュウ）
「強欲」（アンフォイシャイト）の名を持つ。
『11eyes -Resona Forma-』にて登場。
中国から来た魔術師。中国では『観楽英雄』、『七殺手』と呼ばれ、欧州では『黄龍伯』と称されているほどの魔術師。魔術のほかにも最先端の科学、医学にも精通するなど明晰な頭脳の持ち主で、東洋古来の道術と西洋魔術を極め東西知識の融合を果たした最初の人間と言われている。自らの道術を進化させるためだけにトゥーレに所属していた人物で帰属意識を持っていなかった。数十年前に「欧州で得られるものはすべて手に入れた」と笑いながらトゥーレを脱退してアジアに帰って行った。現在はアジア黒社会の影の頭目として暗躍している模様。
コルヴァス・メルクリウス
「怠惰」（トレークハイト）の名を持つ。エメラルド・タブレット「王神」を所持。
『11eyes CrossOver』の「虚ろなる境界」で名前のみ登場。また、現代のヴェヴェルスブルク城での場面では、コルヴァスと思われる独白が入る。
百野栞がトドメを刺そうとした黒羊歯鼎を、召喚魔術で助けた。
『迷える2人とセカイのすべて』でも過去が明かされている。
禁書目録聖省十四聖-不朽のディオニシウス-と闘った経験がある。
かつて『這い動く黒き厄災』と呼ばれていた自然災害のような存在と対峙し、力の大半を封印することに成功。その存在に『アイナス・レーベンハイト』という名前と人格を与え、彼の肉体に11の魔具を埋め込んだ。
現在もトゥーレに所属している。尚、コルヴァス本人の性別さえ不明。
黒羊歯鼎(くろしだ かなえ)
「憤怒」（ツォーン）の名を持つ。
『11eyes CrossOver』の「虚ろなる境界」で登場。『少女神域∽少女天獄』にも（写真にて）主人公の祖母と交友関係があった描写がある。
かつては日本人でありながら西洋魔術の研究に没頭し、第二次大戦以前に禁書目録聖省に滅ぼされた「黒羊歯一族」の数少ない生き残り。現代もトゥーレに所属。「人工翠玉碑」建造による魔術律の調律（すなわち、世界中の魔術の基本原理そのものを自分の都合のいいように改変する）による魔術世界の支配を企む。また、復讐などといった行為には興味がなく、あくまで自分とトゥーレのために活動している。「奈落堕とし」による黒い月が見えており、死亡したと思っていたリーゼロッテの生存と彼女の世界に対する復讐計画がまだ生きていた事を悟って計画を急いでいる。
主人公の天見修を非常に高く買っており、覇者の資質があると言い勧誘を試みるも断られ失敗に終わる。
得意技は鏡像の固有結界、Azi Dahaka（アジ・ダハーカ）。また、現代魔術を行使し、彼女の手足として動いていたガラテイアは現代魔術や道術など多くの魔術形式が使われているなど高い実力と知識を持ち合わせる。
アイナス・レーベンハイト
「暴食」（フレッセライ）の名を持つ。現在もトゥーレに所属している。
同一世界観で『11eyes』より後の時間軸を描く続編『Liber_7』の世界観に関わっており、本人は登場しないものの用語辞典にてその詳細が語られている。
元々は『シモン・マグス』によって創られた人造生命であり、研究の過程で生まれた失敗作。誕生から1000年以上が経過しており、元々は超高密度の闇精霊によって構成された半径数kmに広がる霧状の存在だった。この形態は、用語辞典においては『原アイナス』と呼称されている。
自我も目的意識もなく常に移動を続ける存在で、この霧状の生命体に取り込まれた生物は生命エネルギー(オド)を吸収し尽くされて死に至るという。シモンが放棄した後のほとんどの年月は海上を移動していたが、時折上陸しては無差別に吸精を行い、通過した大地に甚大な被害をもたらしていた。確実な死をもたらす自然災害のような存在で『這い動く黒き厄災』と呼ばれていた。幾度か高位の魔術師が原アイナスを倒そうと試みるも、逆に吸収され膨大な魔力を与える結果に終わっている。
だが魔術師『コルヴァス・メルクリウス』が原アイナスの力の大半を封印することに成功。結果、誕生より数百年を経て『アイナス・レーベンハイト』という名前と人格をコルヴァスより与えられる事となる。元が『現象』のような存在であるため死や老化の概念を持たず、肉体を破壊されてもより強大で無秩序な原アイナスに戻るだけで死に至ることは無い。コルヴァスによって11の魔具を肉体に埋め込まれており、力の大半が封印されている状態にもかかわらず歴史上でも十指に入る魔力を持つ魔術師である。人型の状態でも皮膚同士で接触すると吸精してしまうため、吸精鬼を自称することもある。
『アイナス・レーベンハイト』としての人格は好奇心旺盛で社交的。死ぬことのない自分の眷属（不死者）を増やすために魔術を研究しており、様々な分野における不老不死の研究を行っている。現代社会の情勢や科学にも明るく、間宮景虎や天見完爾などと交流を持っていたのも、魔術にこだわらない広範囲の活動の結果である。また、先述の吸精する性質が理由で、強力な不死性を持つ女性が相手でないと接触して十数秒で死に至らしめてしまい性交することが難しいため、不老不死であるトゥーレの首領『リーゼロッテ・ヴェルクマイスター』を口説いていた過去がある。

## 用語

### 赤い夜
駆たちが引き込まれた謎の世界。直前までにいた現実世界と酷似しているが、人間はおろか、動物も存在せず、赤い闇夜に黒い満月のようなものが空に存在する。
原因不明のこの現象は、時と場所を選ばずに発生し、駆たちはこの世界に引き込まれる。駆たちが赤い夜の世界にいる間、現実の世界では時間が進行せず（実際は時の流れにかなりの差があるだけ）、赤い夜の中で物が破壊されても、現実には影響しない（駆たち自身の肉体は例外）。ある程度の時間が経過すると、唐突に現実の世界へと戻るが、滞在時間は一定ではない。
雪子は個人的に「ナイトメア」と命名していたが、どちらも正式な名称でなく便宜上勝手につけたもの。
実際は欠片たちを逃がさないようにリーゼロッテが作り上げた幻燈結界（ファンタズマゴリア）。
黒い月
赤い夜の発生から出現した黒い満月。なぜか赤い夜が消え、元の世界に戻っても存在し続けている。また、駆たちのような赤い夜に関わった人間でないと視認できず一般人には見えない。遠近感から「ある場所」の上空で、本物の月よりそれほど高くない高度で固定されており、だんだんと地上に近づいているようである。黒騎士たちは「奈落（ピュトス）」と呼んでいる。実際は闇精霊の塊うより闇精霊が蠢く異世界への門であり、もしも地上に落着した場合、闇精霊が無尽蔵に溢れ出し、光精霊に由来する存在（即ち、地球上に存在する全生命体）が生命活動を停止してしまう。
闇精霊（ラルヴァ）
生物のいない「赤い夜」を徘徊する、人面をした異形の生命体たち。スライムのような不定形から、飛翔する甲虫のような物まで、複数の種類が存在する。駆たちを見つけると奇声をあげて襲ってくる。美鈴は一種の悪霊の類だと推測している。ちなみにこれと対をなす存在は光精霊（エーテル）と呼ばれる。

### 草壁五宝
草壁一族に伝わる5振りの宝刀。元々はそれぞれに北斗七星の別名を与えられた『草壁七剣』であったが、破門された際に草壁操が鬼切、蜘蛛切を持ち出したため、それを隠蔽する意味もあって五宝として伝えられている。破軍の鬼切、貪狼の蜘蛛切と合わせ、七剣それぞれが宿曜道の神である北斗七星を示している。本来は一族の中でも1本につき1人、計5人の継承者が存在していたが、現在は美鈴が5振り全てを所有している。美鈴が爪に施した韻から呪によって召喚され、手放しても瞬時に手元に戻すことも可能。『11eyes -Resona Forma-』では最終決戦で回収された鬼切、蜘蛛切も含めて全て返還され、作中で折れた火車切、鉋切、雷切も再生している。蜘蛛切は折れたまま。
小烏丸天国
桓武天皇の時代、八尺余りある大鴉によってもたらされた宝刀。草壁七剣『巨門』の太刀。
刀身の上半分が両刃になっており、烏の濡れ羽の如き黒みを帯びているのが特徴。妖力を蓄積することができ、これを開放することで絶大な威力を発揮する。最も、美鈴が愛用する刀である。嘗ては平家一族の家宝であった。原作ではイラを倒す際に妖力を解放したことで弱体化し、以降の黒騎士戦には使えなくなってしまった。
火車切広光
火車を切ったといわれる上杉謙信の愛刀。草壁七剣『廉貞』の太刀。
三尺を越える幅広の大太刀で扱いは難しいが、破壊力は大きい。呪を唱えることで、刃に炎を帯びさせ、奥義・火天墜衝を放つ。原作ではグラに一閃を入れ、これを撃破するが、草壁操との戦いにおいて彼女の忌剣「友切」を受け、根元から折られてしまった。
立花道雪雷切 雷切
立花道雪が雷を斬ったと伝えられる日本刀。草壁七剣『文曲』の太刀。
デザインは一見、シンプルな日本刀のそれだが、刀身の根本の部分が折れ曲がった形状をしている。電撃を放つ刀として、遠近両用に使える。また電撃を広範囲に拡散、放電させることによって複数の敵を殲滅、敵の攻撃を防御することも可能なことから汎用性の高さが窺える。物語後半より駆がたびたび使用することになる。リーゼロッテとの最終決戦にも使用された。虚無の欠片を2つ砕いた時点で折れてしまうが、雷の刃を形成して最後の欠片を貫き、リーゼロッテを倒した。西洋的に言うと風精霊（シルフェ）を司る剣。
鉋切長光
近江の堅田又五郎が、大工に化けた妖怪を鉋ごと斬ったことから名付けられた刀。草壁七剣『禄存』の太刀。
草壁五宝の中では最も刀身が硬く、反りが殆どない。刀の長さが変形可能で、柄には暗器が隠されている特殊な刀でそれらのギミックを利用したトリッキーな戦い方が可能。美鈴は作中において暗器の小刀を用いた奇襲攻撃、「陰の一閃」を披露している。原作中盤の戦いにて美鈴が草壁操に向かって投げ放つも、忌剣「蟲食」で鬼切の切っ先にその先端を捉えられ、粉々に破壊される。
真打・童子切安綱
大原安綱の大傑作で天下五剣の一つ。先代の継承者は美鈴の父の草壁蒼一。草壁七剣『武曲』の太刀。
鍔に当たる部分に水疱のような瘤がいくつも付いている異様なデザインであり、美鈴が持つ刀の中で草壁五宝最強の妖刀。酒呑童子が宿る刀とされ、使い手の生命力を糧に性能を発揮する性質上、長時間の戦闘には向かない。力を発揮すればするほど刀の柄から侵食が広がり、いずれは使い手すら喰い尽くしてしまう危険な代物である（精神力である程度は侵食を耐えることができる）。奥義は鬼牙絶刀（きがぜっとう）。その危険性故に使用頻度は少なく、ここぞという時に最後の切札として使われる。草壁操は「己の命を対価とする武器など武器として論外」と評しており継承しなかった。原作ではアケディアが全力で放った魔法を両断しつつ、書架のスコラスティカ（頭部）を粉砕した。草壁操との最後の決戦ではその力をフル解放して使用。操が防御する際は必ず蜘蛛切で防御する癖を利用し、忌剣「夜駆け」、「八握脛」（本来は蜘蛛切でしか使えない技）で蜘蛛切にダメージを蓄積。しかる後に「鬼牙絶刀」をわざと天剣「草壁」で返させて攻撃を誘い、蜘蛛切を叩き折って操を貫いた。
新綾女で賢久にからかわれた美鈴が、キレて五宝を召喚しようとしたが、その際召喚しようとしたのがこの刀である。

### 翠玉碑（すいぎょくひ）
「エメラルド・タブレット」、「タブラ・スマラグディーナ」とも。
神の叡智と無限の魔力を得ることができる究極の魔具のひとつ。第六王朝時代の女王ニトクリスの手で砕かれ、12の欠片となり散逸している。リーゼロッテが700年探しても、5つしか所在は明らかにできなかった。
虚無の魔石（クリフォトのませき）
1209年、魔術師マキシミリアンがリーゼロッテに埋め込んだ欠片。闇精霊の力を3000年間吸い上げた漆黒の魔石。
虚無の魔石の欠片
ゲオルギウスが使った禁術「契約の虹」の影響により、「虚無の魔石」が7つに分けられたもの。
7つに分けられた欠片は七つの平行世界に1つずつ分散し、それぞれ水奈瀬ゆか、草壁美鈴、橘菊理（本当は皐月菊理）、広原雪子、田島賢久、百野栞、リゼット・ヴェルトールの7人の体内に宿っていた（雪子の驚異的な自己再生能力や賢久のパイロキネシスも、体内に宿っていた虚無の魔石の欠片によるもの）。
欠片の宿主が死亡すると、体内にあった「虚無の魔石の欠片」も消滅する（アニメの劇中で、合計2つの「虚無の魔石の欠片」が消滅している）。ただし、死亡する前に「虚無の魔石の欠片」を取り出した場合は欠片は消滅しない。
本来は七つの平行世界にそれぞれ存在する欠片の持ち主達が1つの世界に集まることはないはずだったが、「虚無の魔石の欠片」を求めるリーゼロッテの思惑により、7つのうち6つの欠片を持つ者たちが、最後の欠片を持つリゼットのいる「赤い夜」と、それに重なるように「幻燈結界」で作られた世界に呼び込まれ、閉じこめられてしまう。
劫の眼（アイオンのめ）
ヴェラードや皐月駆の金色の右目に宿る欠片。
ゾロアスターの魔術師によって、人の世の全てを視るために造られた虚ろなる神器。未来視の能力を有するが、その真価は数多ある未来の可能性の中から望む未来を引き寄せ、どんな小さな可能性であってもその未来を掴むこと、つまり望むように未来を変えることが出来る。逆に言うと他の全ての可能性を排除し、未来を確定させてしまうとも言える。また、劫の眼は所有者の死後、所有者の魂を飲み込み、別の人間に転生する。ヴェラードの他にも、有角王（イスカンダル）、ソロモン、剣士や高位の陰陽師など数千人が劫の眼に連なっていてその魂の持つ記憶や技術を自在に引き出し自分の物の様に扱うことが出来る。駆が美鈴に不気味と評されるほど短期間で急激に剣の腕を上げられたのはこのため。さらにはこの世の果て、全てを見るまで続いていく。力を完全に引き出すと、劫の眼に連なっていた人間そのものを召喚することさえも可能となる。しかし、力を得る代償として魂を劫の眼に喰われていき、最終的に命を落とすことになる。
その成り立ちは虚無の欠片の元の姿である虚無の魔石と同格であり、欠片が全て揃わなくとも「奈落堕とし」を発動させることが出来る力を持った神器でもある。
西方の福緑石（さいほうのユルール）
チンギス・ハーンの産血石と共に祭られた、征西によって得た欠片で、チンギス・ハーンの至宝。一心に願えば五千の馬が大河を瞬時に渡ることができるらしい。東洋に伝わった欠片では最大のもの。その一部は大戦時に日本へ渡来した。
翠玉碑の欠片（すいぎょくひのかけら）
西方の福緑石の一部の破片。中国から日本に渡り、1945年の時点で霊能局が管理していた破片。粒は小さいものの、原初の石碑の翠色を維持している。
1945年、ヴァルターが霊能局から奪取するが、草壁遼一の手で阻まれる。その後、ナームルスにより、異空間に飛ばされ、過去の藤見家の長女の胎内に代々と伝わるようになる。藤見家は全国を行脚し、治癒能力としてこれを使っていた。詳しくは3days参照。
ヨハンナの神名碑
確認された中で最大の欠片。14世紀の初めにアナトリア半島（現在のトルコ）で発見され、教皇庁に回収された。教皇庁・禁書図書館最深部にある。マキシミリアンが「穴倉のヨハンナ」と言っていることから、こちらも彼の手によりもたらされたものと考えられる。
ウヴァロバイト・トラペゾヘドロン
神名碑で作った魔具であり、魔石の力を利用した観測器である。その13%が灰クロム柘榴石で37%が南極隕鉄、そして半分が翠玉碑を組み込んだ魔具。ヨハンナは並行世界を調べるため、この魔具を百野栞の義体に仕込んだ。
王神（バロール）
「トゥーレ」の1人、コルヴァス・メルクリウスが所有。
緑の十字架（みどりのオルトドクス）
聖地ラリベラの地下墳墓にあった、失われた欠片。一夜にして岩山に七つの教会をくり抜いた伝説を持つ。
翠玉の石敢當（すいぎょくのいしがんとう）
中国の恒山の奧深い山腹の迷宮に伝わる、超人的な予言者郭璞が残した欠片。あらゆる未来を解釈できる、遊仙詩の石碑。

## 地名
綾女ヶ丘市（あやめがおかし）
物語の舞台となる日本の地方都市。肇原川が都市を二分しており、住宅地が多い「綾女ヶ丘」と新開発が進んだ「新綾女」にエリア分けされている。虹陵館学園は「綾女ヶ丘」、ツィベリアダやランドマークタワーは「新綾女」にある。
新綾女ランドマークタワー（しんあやめランドマークタワー）
綾女ヶ丘市の新綾女にある超高層ビルで、ショッピングモール「アヤナス」などがある。ランドマークタワー建設以前は「間宮脳科学研究所」が存在し過去を塗りつぶすために建設された。「赤い夜」の世界では他の風景が完全に再現されているのにもかかわらず、このランドマークタワーの代わりに六本の柱が聳え立つ。また、市内の観光スポットであるのにもかかわらず、なぜか書架のウルスラが派遣前に調べた記録には存在しなかった。
虹陵館学園
主要登場人物が通っている学園で通称は「虹校」。比較的大きな学校でA組からF組まで存在する。
創設且つ理事は間宮景虎。「虹」という名は、町に群生するアヤメと関連づけて命名された。
あやめ園
皐月駆と菊理姉弟、水奈瀬ゆかが預けられていた養護施設。ランドマークタワー同様「記憶と記録の矛盾」が発生し、駆たちの過去の記録が消滅していた。実は特殊な能力を持った子供達を集めている研究施設だった。綾女ヶ丘の権力者だった間宮影虎の出資で作られた施設で彼の指示で能力者を集めていた。研究者たちは能力者たちを実験動物程度にしか見ていなかった。
喫茶店「ツィベリアダ」
皐月駆と広原雪子がアルバイトをしている喫茶店。マスターは黒田隆弘。店名の由来はポーランドのSF作家の著作『宇宙創世記ロボットの旅』より。ツィベリアダになる前の店名は「セイレーン」。
ヴェヴェルスブルク城
第二次大戦中にトゥーレが拠点にしていたドイツに実在する城で、城の主はハインリヒ・ヒムラー。
「罪と罰と贖いの少女」編ではリーゼロッテの過去回想のみで登場したが、Xbox 360のオリジナルシナリオ「虚ろなる鏡界」編で現在は観光地となっている。またその際にトゥーレに所属しているある人物がこの城を数十年ぶりに訪れている。

## スタッフ
- プロデューサー - 剣技マナ
- 原画（各キャラクターごとに担当者が異なる）
  - ちこたむ：水奈瀬ゆか、草壁美鈴、リゼット
  - 萩原音泉：百野栞、広原雪子
  - 小沢悠：橘菊理
  - 鳴海ゆう：奈月香央里、赤嶺彩子、紅野澪（Xbox 360版）
  - KENGOU：皐月駆、田島賢久、草壁操、天見修（Xbox 360版）
  - よう太（Xbox 360版）：吾妻汐音、黒芝かなえ
- シナリオ - LEGIOん、剣技マナ、獅子雰麓
- クリーチャーデザイン - ぞうあざらし
- ウェイトレス衣装デザイン - 鈴平ひろ

## 主題歌

### PC
オープニングテーマ「Lunatic Tears...」
作詞・歌：彩音 / 作曲・編曲：Tatsh
挿入歌「忘却の剣」
作詞・歌：彩音 / 作曲：Tatsh / 編曲：清水永之
エンディングテーマ「穢れ亡き夢」
作詞 : KOKOMI / 歌：Asriel / 作曲：黒瀬圭亮 / 編曲：黒瀬圭亮・塩田幸成

### Xbox 360
オープニングテーマ「Endless Tears...」
作詞・歌：彩音 / 作曲・編曲：Tatsh
エンディングテーマ「追憶の誓い」
歌：Asriel / 作詞：KOKOMI / 作曲：黒瀬圭亮 / 編曲：塩田幸成

### PSP
オープニングテーマ「真実への鎮魂歌」
作詞・歌：彩音 / 作曲・編曲：Tatsh
エンディングテーマ「鏡の闇を穿ちて」
歌：Asriel / 作詞：KOKOMI / 作曲：黒瀬圭亮 / 編曲：塩田幸成

### PC（FD）
オープニングテーマ「十字架に捧ぐ七重奏」
作詞・歌：彩音 / 作曲：黒瀬圭亮 / 編曲：IMAJO
エンディングテーマ1「INNOCENT」
歌：Asriel / 作詞：KOKOMI / 作曲：黒瀬圭亮 / 編曲：塩田幸成
エンディングテーマ2「Judgment」
歌：Asriel / 作詞：KOKOMI / 作曲：黒瀬圭亮 / 編曲：塩田幸成

## テレビアニメ
『11eyes』のタイトルで、2009年10月から12月までチバテレビほか独立UHF局にて放送された。
原作とストーリー展開が大幅に変更されており、駆が仲間、敵（黒騎士）と遭遇する順序、シチュエーションも異なる。また美鈴も「同じ学園に通う生徒の後姿を見た」という程度ではあるが、「赤い夜」に賢久、雪子らが存在していたことを知っていた。なおアニメは全年齢対象ではあるが、ゆかや雪子のパンチラが至る所に配されている。
またOVAとして2010年6月25日に『11eyes volume7 OVA Special』を発売。なぜか能力が歪んだ形になるピンクの世界に迷い込む、本編と無関係な番外編（第13話）を収録している。
2013年3月20日にBlu-ray BOXが発売された。

### スタッフ
- 原作 - Lass[5]
- キャラクター原案 - ちこたむ、萩原音泉、小沢悠、KENGOU、鳴海ゆう、ぞうあざらし
- 監督 - 下田正美[5]
- シリーズ構成 - 金巻兼一[5]
- キャラクターデザイン・総作画監督 - 原将治[5]
- 美術監督 - 三宅正人
- 色彩設計 - 石黒けい
- 撮影監督 - 木村康史
- 編集 - 西山茂
- 音響監督 - 岩浪美和
- 音楽 - 坂本昌一郎
- プロデューサー - 伊藤誠、高畑裕一郎、萬濃英二、剣技マナ、上様
- アニメーション制作 - 動画工房[5]
- 製作 - 虹校考現学部（マーベラスエンターテイメント、ポニーキャニオン、ラッセル、Lass、feng）

### 主題歌
オープニングテーマ「Arrival of Tears」
作詞・歌 - 彩音 / 作曲・編曲 - Tatsh
エンディングテーマ「Sequentia」
作詞 - KOKOMI / 作曲 - 黒瀬圭亮 / 編曲 - 村上純 / 歌 - Asriel

### 各話リスト
| 話数 | サブタイトル                             | 脚本              | 絵コンテ             | 演出                 | 作画監督                            |
| ---- | ---------------------------------------- | ----------------- | -------------------- | -------------------- | ----------------------------------- |
| 1    | 赤い夜 〜Piros éjszaka                   | 金巻兼一          | 下田正美             | 下田正美             | 狩野正志                            |
| 2    | 水晶の少女 〜egy lány -ban kristály      | 金巻兼一          | 博多正寿             | 太田知章             | 洪錫杓 金祈南 金山                  |
| 3    | 孤独な誇り 〜egyedülálló büszkeség       | 金巻兼一          | 高村雄太             | 山口頼房             | 小宮山由美子                        |
| 4    | 仮面の微笑 〜a doboz mögött maszk        | 関島眞頼          | 柳瀬雄之             | 秦義人               | 杉本光司                            |
| 5    | 友と明日のために 〜barátoknak,holnapra   | 金巻兼一 加賀未恵 | そーとめこういちろう | そーとめこういちろう | 小関雅                              |
| 6    | 心乱れて 〜szíbtép fájdalom              | 金巻兼一          | 細田雅弘             | 細田雅弘             | 小山知洋                            |
| 7    | 歪んだ覚醒 〜kanyargós ébredés           | 金巻兼一          | 川畑喬               | 川畑喬               | 小宮山由美子 谷口繁則               |
| 8    | 逢魔が時 〜félhomály öv                  | 金巻兼一          | 高村雄太             | 高村雄太             | 清水勝祐 香田智樹 都竹隆治          |
| 9    | 壊れた絆 〜törött kötés                  | 関島眞頼          | 柳瀬雄之             | 秦義人               | 菊池政芳 菊永千里 杉本光司          |
| 10   | 魔女覚醒 〜bukott angyal                 | 金巻兼一          | そーとめこういちろう | そーとめこういちろう | 小関雅                              |
| 11   | 滅亡という選択 〜válogatott -hoz kialvás | 関島眞頼          | 福島宏之             | 鈴木和弘             | 小山知洋                            |
| 12   | 闇夜の暁 〜a sötét hajnal                | 金巻兼一          | 沢村塁               | 下田正美             | 狩野正志 柳瀬雄之 菊池政芳 菊永千里 |
| 13   | 桃色幻夢譚 〜ró zsaszí n é jszaka        | 金巻兼一          | 藤原良二             | 高村雄太             | 梁炳吉                              |

### 放送局
| 放送地域   | 放送局     | 放送期間                  | 放送日時           | 放送区分       | 備考             |
| ---------- | ---------- | ------------------------- | ------------------ | -------------- | ---------------- |
| 千葉県     | チバテレビ | 2009年10月6日 - 12月22日  | 火曜 25:00 - 25:30 | 独立UHF局      |                  |
| 兵庫県     | サンテレビ | 2009年10月6日 - 12月22日  | 火曜 26:10 - 26:40 | 独立UHF局      |                  |
| 中京広域圏 | 中京テレビ | 2009年10月7日 - 12月23日  | 水曜 27:12 - 27:42 | 日本テレビ系列 |                  |
| 東京都     | TOKYO MX   | 2009年10月8日 - 12月24日  | 木曜 26:00 - 26:30 | 独立UHF局      |                  |
| 埼玉県     | テレ玉     | 2009年10月9日 - 12月25日  | 金曜 25:00 - 25:30 | 独立UHF局      |                  |
| 日本全域   | AT-X       | 2009年10月15日 - 12月31日 | 木曜 9:00 - 9:30   | CSチャンネル   | リピート放送あり |

## Webラジオ
音泉より、2009年10月16日から「ラジオ 11eyes」を配信開始（毎週金曜日更新）、全13回。パーソナリティーはたかはし智秋（赤嶺彩子役）。
ゲスト
- 小野大輔（皐月駆 役）：第1回/第2回
- 水橋かおり（奈月香央里 役）：第3回/第4回
- 浅川悠（草壁美鈴 役）：第5回/第6回
- 力丸乃りこ（橘菊理 役）：第7回/第8回
- 森久保祥太郎（田島賢久 役）：第9回/第10回
- 壱智村小真（広原雪子 役）：第11回/第12回
- 後藤麻衣（水奈瀬ゆか 役）：第13回/第2回（飛び入りゲスト）/特別回ゲスト

関連商品
- ラジオCD「ラジオ 11eyes」（2010年3月19日発売）
  - CD2枚組（12cmアルバム。DISC1：オーディオCD、DISC2：データCD-ROM）
  - 収録内容
    - DISC1：CD特別版 約30分〔新規録りおろし〕（オーディオCD）
    - DISC2：ラジオ第1回 - 第13回、約6時間(360分)以上，MP3にて収録（データCD-ROM）

## ボイスドラマ
以下は本編終了後の後日談。
11eyes -罪と罰と贖いの少女- ボイスドラマ -忘れられた約束-（PC版発売時のソフマップ特典ドラマCD）
本編で黒騎士の襲撃に逢い、絶望した喫茶「ツィベリアダ」のマスター。そんな彼を元気付ける為に駆はある約束をしてしまった。事件終了後の記憶が曖昧な中、その約束を果たすようにとマスターに迫られるが……。
11eyes -罪と罰と贖いの少女- 特典ドラマCD  最強のデュエリスト
黒騎士との戦いが終わり、賢久は退屈な日々に嘆いていた。そんな時ひょんな会話から彼と雪子の提案で「脱衣麻雀」ならぬ「脱衣カードゲーム」が企画された。男女チームに分かれ「プレイキング」を始めるが、果たして全裸になるのは……。
11eyes CrossOver 特典ドラマCD サン・ジョルディの日
百野栞を主人公にしたアフターストーリー。「虚ろなる鏡界」編だけでなく「罪と罰と贖いの少女」編も含めた全体の後日談になっている。
「図書室の小さな妖精」と呼ばれるようになった栞の内面とその成長が描かれる。
11eyes -Resona Forma- オリジナルボイスドラマ 考現学部杯 ザ☆スターボウリング大会
2011年4月15日発売の同名PCソフトの予約特典。

## 関連商品

### ドラマCD
11eyes -罪と罰と贖いの少女- 考現学部☆ザ・ムービー（2009年5月29日、WakeUp）
学園祭の出し物で映画を作ることになった。そのテーマは「現代の青少年における幼馴染への反応、及び嗜好パターンの研究」。つまりは、考現学部の女性メンバーに駆の幼馴染を演じてもらい、それを撮影し、放映し、その反応を見るというものである。各人が様々な反応をする中、撮影が始まった。女性メンバーはどのような幼馴染を演じるのか。さぁ、クランクイン！
2009年5月5日開催のDreamPartyで先行販売。
- キャスト
  - 皐月駆：中本伸輔／水奈瀬ゆか：安玖深音／草壁美鈴：はるか／田島賢久：アンダルシア／広原雪子：みる／百野栞：井村屋ほのか

11EYES TVアニメ化記念 裏 ドラマCD（2010年6月20日、Lass / LASS-0908）
DreamParty2010春にて販売の「11eyesアニメ化記念セット」のうちのドラマCD単品になります。
- キャスト
  - 氷青／力丸乃りこ／藤原祐規／成家善哉／丹沢晃之

### キャラクターソングCD

#### 1
収録曲
1. ずっと大好きだから
歌 - 水奈瀬ゆか（安玖深音）
2. オリジナルリレードラマ「水奈瀬ゆか＆草壁美鈴のアヤナス」（声：安玖深音、はるか）[注 4]
3. キャストメッセージ
4. ずっと大好きだから（off vocal）

#### 2
収録曲
1. 諸刃の剣
歌 - 草壁美鈴（はるか）
2. オリジナルリレードラマ「草壁美鈴＆広原雪子のツィベリアダ」（声：はるか、安玖深音）
3. キャストメッセージ
4. 諸刃の剣（off vocal）

#### 3
収録曲
1. Sweet my Lover
歌 - 広原雪子（みる）
2. オリジナルリレードラマ「広原雪子＆橘菊理の考現学部」（声：みる、松田理沙）
3. キャストメッセージ
4. Sweet my Lover（off vocal）

#### 4
収録曲
1. 想いのすべて
歌 - 橘菊理（松田理沙）
2. オリジナルリレードラマ「橘菊理＆水奈瀬ゆかの屋上」（声：松田理沙、安玖深音）
3. キャストメッセージ
4. 想いのすべて（off vocal）

## 書籍

### コミカライズ
月刊コンプエース2009年10月号より2010年11月号まで連載。原作：Lass・漫画：綾野なおと。美鈴がヒロインとなっている。単行本全3巻。
1. ISBN 978-4-04-715364-6
2. ISBN 978-4-04-715454-4
3. ISBN 978-4-04-715504-6

### その他
- 『11eyes－罪と罰と贖いの少女－ プレリュードブック』（メディアビレッジ出版、2008年4月18日発売）
- 『11eyes CrossOver ビジュアル・ガイドブック』（ジャイブ出版、2009年7月1日発売） ISBN 978-4-86176-689-3